# Markus Hantschk
Markus Hantschk (Dachau, 19 novembre 1977) è un ex tennista tedesco.
È uno dei pochissimi ad aver battuto sia Roger Federer che Rafael Nadal, mantenendo inoltre un saldo positivo vittorie/sconfitte con ciascuno dei due. Arrivò a occupare la posizione numero 71 del ranking mondiale in singolare.